# Copilărie
Copilăria este perioada vieții de la naștere până la pubertate.

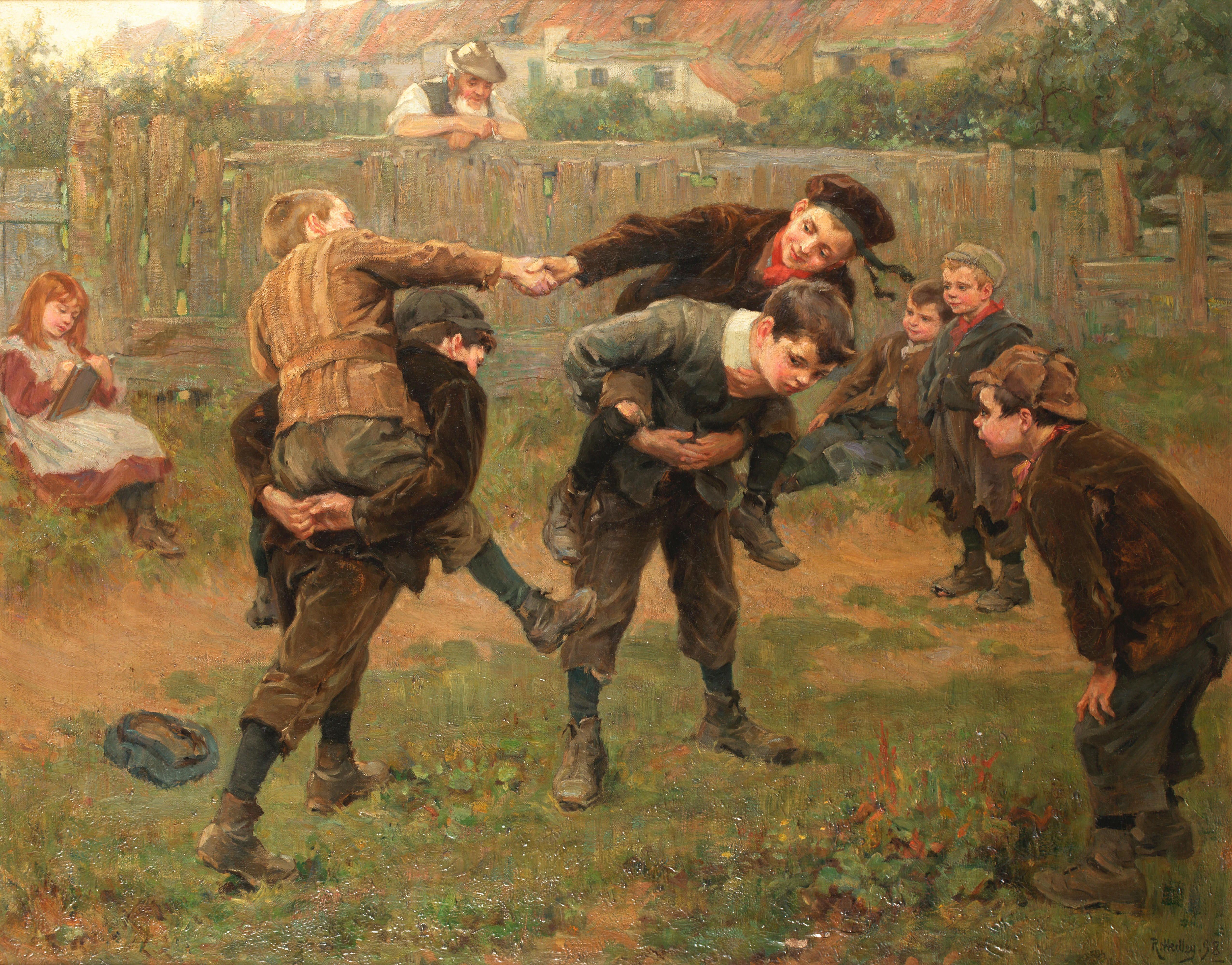
Jocul copilăriei (Ralph Hedley)